# 8频道 (泰国)
8频道、第8频道、泰國第8電視台是由RS集团子公司经营的泰国地面数字电视频道兼艺人管理公司。2010年12月1日开始在泰国的卫星电视和有线电视试播，并于2011年1月5日正式开播，2014年4月1日起以地面数字的形式继续放送节目。

## 旗下艺人
以下内容整理自:

### 男艺人
- 巴帕溫·洪卡喬恩（Mungkorn）
- 查侬·提比克瑙（Non）
- 阿皮維·賈堤蒙坤（Mark）
- 普提彭·可藍真帕努翁（Bos）
- 蘇卡文·考丕袞（Arm）
- 匹斯朋·尼提蓬瓦塔纳（Benz）
- 薩哈拉·班亞薩（Earth）
- 克里萨纳·马鲁卡頌提（Joke）
- 普立潘·薩森薩瓦（Poom）
- 諾帕納特·布拉杜姆（Prame）
- 甘達彭·瓊普潘（Guide）
- 葛差·帖尹塔（Best）
- 納溫納維·基特瓊維（Tawan）
- 納塔波·肯詹澈克（Atom）
- 可各·迪瓦塔納努袞（Yo）
- 蘇堤南·田蘇宛（Sky）

### 女艺人
- 普麗薩娜·甘本斯里（Bowling）
- 薇茹莉·迪莎亞布（英语：Weluree Ditsayabut）（Fai）
- 楚璨·萬納帕卡西（Pookpik）
- 娜帕南·班澤辛（Stang）
- 查莉妲·克倫潘（Sandy）
- 拉達娜芃·克林固拉芘南（Mim）
- 萍真·皮查亞素（Pim）
- 纳茶·杰卡（Nonny）
- 阿茶麗·布喬（Tian）
- 查恰雅·澤倫詹（Sara）
- 皮拉查妲·坤拉克（Ploy）
- 娜塔帕特·彭普拉潘（May）
- 琪提亞·吉帕迪（Baihmon）
- 盖瓦琳·斯里旺娜（Jean）
- 琼卢荻·阿蒙拉克（Joon）
- 艾瓦伶內·琴恩措（Eve）
- 玫塔薇·緹拉吏袞（Tungmay）
- 茱蒂雅·賈拉袞（Prink）
- 阿麗婭·詩拉巴納宛（Iya）

### 前艺人
- 提迪瓦·立帕拉賽（Ohm）

## 媒体合作伙伴

### OTT平台
- 互相引进剧集
  - WeTV[4]
  - AIS PLAY[4]

### 电视台
- JKN 18（引进原创节目、泰语剧集以及印度电视剧）[5]